# Arthur Tansley
Arthur George Tansley (Londra, 15 agosto 1871 – Grantchester, 25 novembre 1955) è stato un ecologo e botanico inglese.
I suoi studi sulle relazioni strutturali e funzionali fra comunità vegetali e animali ne hanno fatto un pioniere dell'ecologia.

## Biografia
Tansley si laureò in Scienze Biologiche nel 1894 al "University Trinity College" di Cambridge, specializzandosi in botanica e zoologia. Agli inizi fu particolarmente influenzato dal pensiero di Eugene Warning, studioso di ecologia vegetale, che probabilmente ne orientò gli studi futuri.
Nel 1902 fondò la rivista di botanica "New Phytologist", che in ogni numero pubblica ancor oggi un inserto speciale intitolato "Tansley Review", dove compaiono articoli che riassumono le varie tendenze contemporanee del pensiero botanico. Queste pagine furono intitolate a Tansley come riconoscimento della vastità dei suoi interessi e per rammentare l'importanza che egli dava alle discipline naturalistiche intese come una totalità (= visione olistica dell'ecologia).
Nel 1913 fondò, assieme ad altri, la "British Ecological Society", di cui fu a lungo Presidente, e ricoprì inoltre  la carica di Direttore del "Journal of Ecology" che mantenne per 21 anni. Dal 1927 al 1937 fu professore di botanica presso la Oxford University. Suo allievo fu il botanico ed ecologo Alexander Watt (1892 - 1985).
Negli anni trenta  fece storicamente parte degli ecologi che, in diverse nazioni, erano impegnati nello studio di quella entità biologica  che è l'oggetto di studio fondamentale dell'ecologia, e per la quale altri illustri scienziati proponevano in quegli anni il nome più appropriato (i Paesaggi elementari di Polynov e Berg, la Biogeocenosi di Sokučev, gli Oloceni di Friederichs, etc.). Tansley, nel 1936, riprendendo il concetto di "biocenosi" da Mœbius e quello di "biosistema" da Thiemann, coniò invece il termine "ecosistema" che ebbe ben presto la prevalenza definitiva su tutti gli altri. Pochi anni dopo (1939) definì e diede il nome ad un altro elemento importante dell'ecologia: l'"ecotopo".
Studiò anche psicologia, in particolare psicanalisi, per due anni a fianco di Sigmund Freud (1923 e 1924).  Il suo libro "The new Psychology and its Relation to Life" del 1920 fu, non a caso, la sua prima pubblicazione ad attirare un consistente numero di lettori. Recenti studi di Peder Anker hanno accertato l'esistenza di una stretta relazione teoretica fra le concezioni ecologiche e quelle psicologiche di Tansley.

## Riconoscimenti e onorificenze
Nel 1915 fu eletto membro della Royal Society.

Nel 1941 gli fu conferita la Medaglia Linneana dalla "Linnean Society of London".

Nel 1947 fu chiamato alla presidenza del "Council for the Promotion of Field Studies".

Dal 1949 al 1953 fu Presidente del "Nature Conservacy Council".

Nel 1950 fu nominato Cavaliere.

## Opere
- The Use and the Abuse of Vegetational Concepts and Terms. In: "Ecology" 3. 284-307. 1935.
- The British islands and their Vegetation Vol 1 e 2. Cambridge University Press. U.K. 1939.
- The New Psychology and its Relation to Life. Kessinger Publishing, (1920) 2007. -  ISBN 978-0-548-15513-4